# Acide 2-méthyl-3-oxopropanoïque
L’acide 2-méthyl-3-oxopropanoïque, également appelé acide méthylmalonique semialdéhyde, est un composé chimique de formule HOOC–HC(CH3)–CHO. C'est un intermédiaire du métabolisme du propanoate et de la valine.